# Долгая (приток Муезерки)
Долгая (в верхнем течении — руч. Межозерный) — река в России, протекает по территории Муезерского городского поселения Муезерского района Республики Карелии. Длина реки — 19 км.
Река берёт начало из озера Лебединого на высоте 220,3 м над уровнем моря.
Течёт преимущественно в северо-восточном направлении по заболоченной местности.
Река в общей сложности имеет 12 притоков суммарной длиной 17 км.
В среднем течении Долгая протекает через озеро Большое, втекает в реку Муезерку.
Населённые пункты на реке отсутствуют.
Код объекта в государственном водном реестре — 02020000912202000003775.